# Кръгове на Ойлер
Кръговете на Ойлер са средство за графично представяне на множества и техните взаимоотношения. Те включват както напълно, така и частично припокриващи се фигури, като е възможно представяне на изцяло отделни фигури. Фигурите могат да бъдат с различна площ, която да е пропорционална на броя на елементите, които съдържат. Ойлеровите кръгове носят името на швейцарския математик Леонард Ойлер (1707 – 1783). Те се използват както в строго научни дисциплини (като теорията на множествата), така и за визуализация на управленски модели в различни организации и предприятия. Кръговете на Ойлер са особено полезни за обяснение на сложни йерархии и припокриващи се дефиниции. Кръговете на Ойлер се състоят от прости затворени форми в двуизмерна равнина, всяка от които изобразява някакво множество или категория. Чрез трите възможни степени на припокриване (никакво, частично или пълно) се показва връзката между групите. Всяка затворена крива разделя равнината на две области (зони): вътрешност, която символично представя елементите на множеството, и екстериор, който представя всички елементи, които не са членове на множеството. Фигурите, чиито вътрешни зони не се пресичат, представляват несвързани множества. Зона, която е вътрешна за две или повече фигури, представлява съвкупността от елементи, общи и за двете или повече групи (пресечната точка на множествата). Фигура, която е изцяло във вътрешната зона на друга, представлява нейно подмножество.
Диаграмите на Вен са частен случай на Ойлеровите кръгове, но за разлика от тях диаграмите на Вен показват всички възможни връзки между различните множества, докато кръговете на Ойлер показват само относими отношения.
- Кръгове на Ойлер
- Диаграма на Вен